# Ángel Rubén Cabrera
Ángel Cabrera, vollständiger Name Ángel Rubén Cabrera, (* 9. Oktober 1939 in Mercedes; † 15. November 2010 ebenda) war ein uruguayischer Fußballspieler.

## Karriere

### Verein
Der Mittelfeldakteur Cabrera war der Sohn des Maurers Mario Cabrera und der Hausangestellten María Cristina Santana. Beide waren gebürtig aus Mercedes. Insgesamt hatte Ángel Cabrera fünf Geschwister: Angélica, Delia, José Pedro, Mario Roberto und Omar. Er stammt aus einer Familie mit Fußballbezug. Sein Vater, der auch als Mario Sandoval bekannt war, spielte seinerzeit für Olímpico und nach der Erinnerung von Ángel Cabrera beendete dieser seine fußballerische Laufbahn bei Peñarol de Mercedes. „Gorola“ Cabrera, einer der Brüder Ángel Cabreras, war bei Independiente, Olímpico und für die Departamento-Auswahl von Soriano aktiv. Sein jüngster Bruder „Tibilo“ stand sowohl in Reihen von Independiente, Juventud und ebenfalls der Departamento-Auswahl. Independiente war auch der Verein, in dem Ángel Cabrera als 14-Jähriger spielte und wo er mit der Ersten Mannschaft an der Seite seines älteren Bruders 1957 Meister wurde. Während dieser Frühphase seiner Karriere war Washington Barrenechea ein wichtiger Förderer Cabreras. Im Folgejahr wurde er in die Departamento-Auswahl Sorianos berufen, mit der er unter dem verantwortlichen Trainer Carlos Scarone die Vize-Meisterschaft gewann. Ende 1959 schloss er sich sodann Peñarol Montevideo an, bei denen er zunächst in der Tercera División zum Einsatz kam.
Für die „Aurinegros“, die in jenen Jahren von den Trainern Roberto Scarone, Bela Guttman und Roque Máspoli betreut wurden, spielte er in den Jahren 1960 bis 1964 und 1967 in der Primera División. 1960 wurde er mit 14 erzielten Treffern Torschützenkönig der Primera División und gewann den ersten von insgesamt fünf Landesmeistertiteln in seiner Zugehörigkeitszeit zu den Aurinegros. In jener Saison verletzte er sich allerdings auch am Meniskus und musste operiert werden.
Die weiteren Meisterschaftsehren erlangte man in den Jahren 1961, 1962, 1964 und 1967. 1961 konnte er dabei erneut 14 Torerfolge aufweisen, verpasste jedoch infolge einer Knie-Verletzung vier Spieltage und platzierte sich somit in der Torschützenliste jenes Jahres hinter Alberto Spencer, dessen Torkonto 18 Erfolge aufwies. 1960 und 1961 gewann sein Verein zudem die seinerzeit noch als Copa Campeones de América bezeichnete Copa Libertadores. Im Wettbewerb des Jahres 1961 stand er dabei sowohl in den Viertelfinal- als auch in den Halbfinalspielen jeweils in der Startaufstellung. Ein Mitwirken Cabreras in den Finalduellen mit Palmeiras blieb jedoch aus. Als weiterer Titelgewinn des Jahres 1961 ist der Sieg im Weltpokal verzeichnet, wozu Cabrera mit einem Einsatz im Hinspiel beitrug. 1962 steht für Peñarol die Teilnahme an den Finalspielen der Copa Campeones de América zu Buche, in denen der uruguayische Klub dem brasilianischen Vertreter FC Santos letztlich die Trophäe überlassen musste. Cabrera wirkte im ersten der Finalspiele mit. Das Engagement bei Peñarol war 1965 durch eine Ausleihe an die Newell’s Old Boys unterbrochen. Aus Argentinien kehrte er sodann nach Uruguay zurück und war sodann ebenfalls in Form eines Leihgeschäfts bis zur 1967 angebrochenen letzten Etappe bei den „Aurinegros“ Spieler der Montevideo Wanderers. 1967 konnte er jedoch nicht mehr an seine vorherigen Leistungen Anfang der 1960er Jahre bei den Montevideanern anknüpfen. 1968 schloss er sich in Guayaquil dem ecuadorianischen Verein Emelec an. Obwohl ihm die Möglichkeit geboten wurde, seinen Vertrag bei den Ecuadorianern um zwei Jahre zu verlängern, entschied er sich dagegen und trat im Anschluss ein Engagement beim Danubio FC an. 1970 zog er zunächst weiter zu Wanderers de Santa Lucía, um sodann abermals bei Independiente de Mercedes zu spielen. Danach holte ihn Trainer Hugo Bagnulo 1971 zu Huracán Buceo, mit dem er die erste Europa-Tournee in dessen Vereinsgeschichte absolvierte. Während dieser Tournee verlor man nur ein einziges Spiel gegen Celta de Vigo. 1972 endete seine Zeit bei den Montevideanern. Er ging zurück in seine Heimatstadt Mercedes und war dort noch bei Los Colores, Racing und Peñarol aktiv.
Aufgrund zweier Knieverletzungen konnte der als kopfballstarker und beidfüßiger Spieler beschriebene Cabrera sein Leistungsniveau aus den Anfangszeiten seiner fußballerischen Laufbahn bei späteren Stationen nicht mehr erreichen. Im Alter von 34 Jahren beendete er schließlich seine aktive Karriere, nachdem er sich 1974 im Spiel gegen Olímpico verletzte.

### Nationalmannschaft
Cabrera war auch Mitglied der A-Nationalmannschaft Uruguays, für die er zwischen dem 15. Juli 1961 und dem 6. Juni 1962 sechs Länderspiele absolvierte. Dabei schoss er zwei Länderspieltore. Er wurde im Rahmen der WM-Qualifikation für die Weltmeisterschaft 1962 ebenso berücksichtigt wie auch bei einer Europatournee in der Vorbereitung auf das Turnier selbst, als er mit der Nationalmannschaft die Bundesrepublik Deutschland, Dänemark und die Tschechoslowakei besuchte. Mit der Celeste nahm er anschließend ebenfalls an der WM in Chile teil. Dort kam er im Gruppenspiel Uruguays gegen Jugoslawien zum Einsatz. Er erzielte das Führungstor, wurde jedoch nach einer Prügelei in der 71. Minute des Feldes verwiesen.

### Erfolge
- Weltpokalsieger: 1961
- 2× Copa Libertadores (Copa Campeones de América): 1960, 1961
- 5× Uruguayischer Meister: 1960, 1961, 1962, 1964, 1967
- Torschützenkönig der Primera División: 1960

## Privates
Cabrera war von 1963 bis zu seiner Scheidung 1970 verheiratet. Aus dieser Ehe stammte eine Tochter, die später nach Australien auswanderte. Der „Negro Clano“ genannte Cabrera verstarb in seinem Haus an einem Herzinfarkt.